# Eugonobapta nivosaria
Eugonobapta nivosaria är en fjärilsart som beskrevs av Achille Guenée 1857. Eugonobapta nivosaria ingår i släktet Eugonobapta och familjen mätare. Inga underarter finns listade i Catalogue of Life.

## Bildgalleri

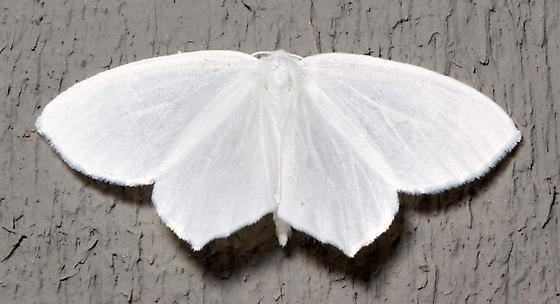